# 九州街站
九州街站是杭州地铁16号线的西端起点站，位于中华人民共和国浙江省杭州市临安区玲珑街道锦南新城九州街双拥路口，沿九州街东西向布置。

## 历史
- 2016年1月4日，车站开工。[2]

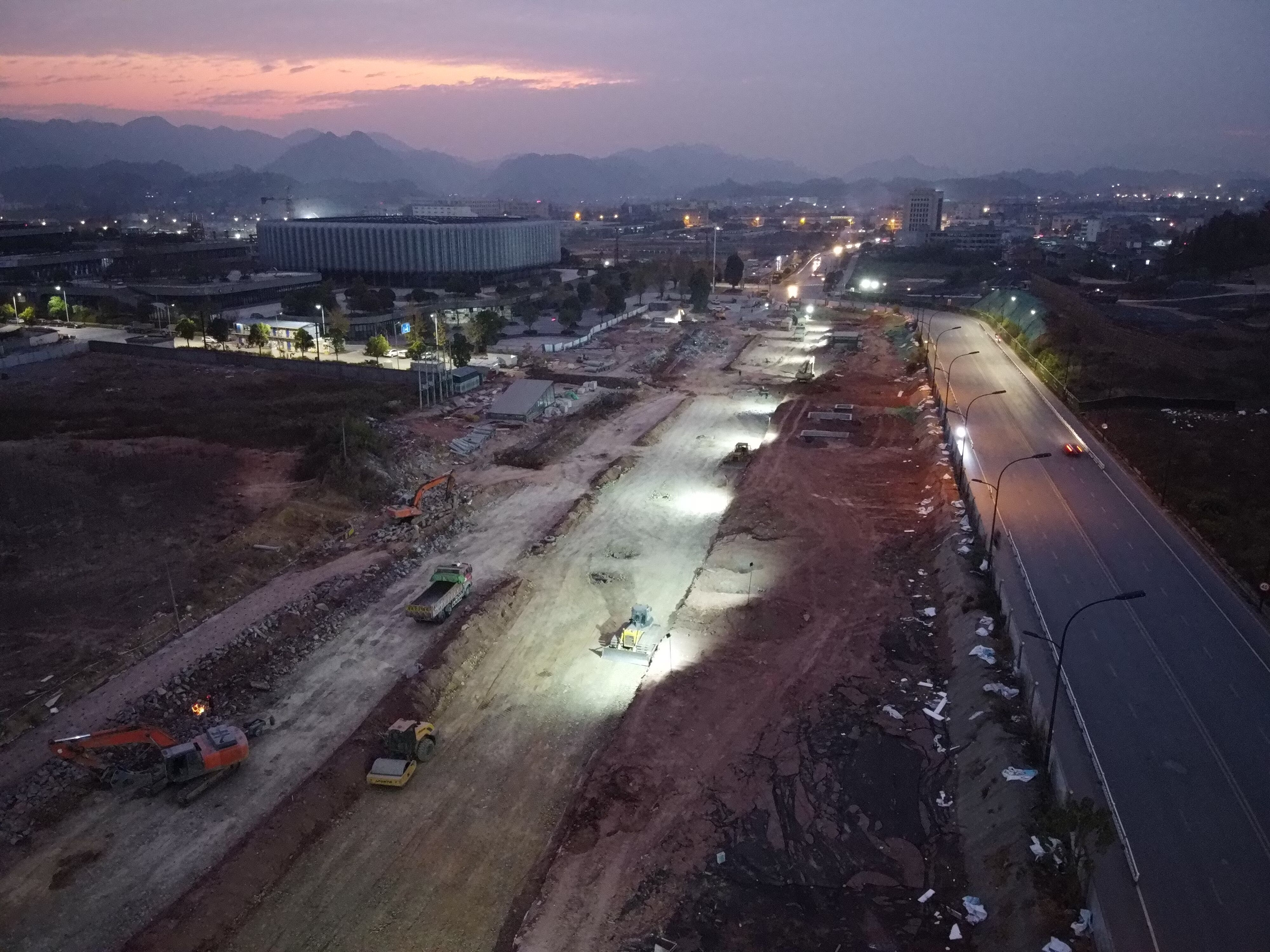
九州街站工地，2019年11月17日

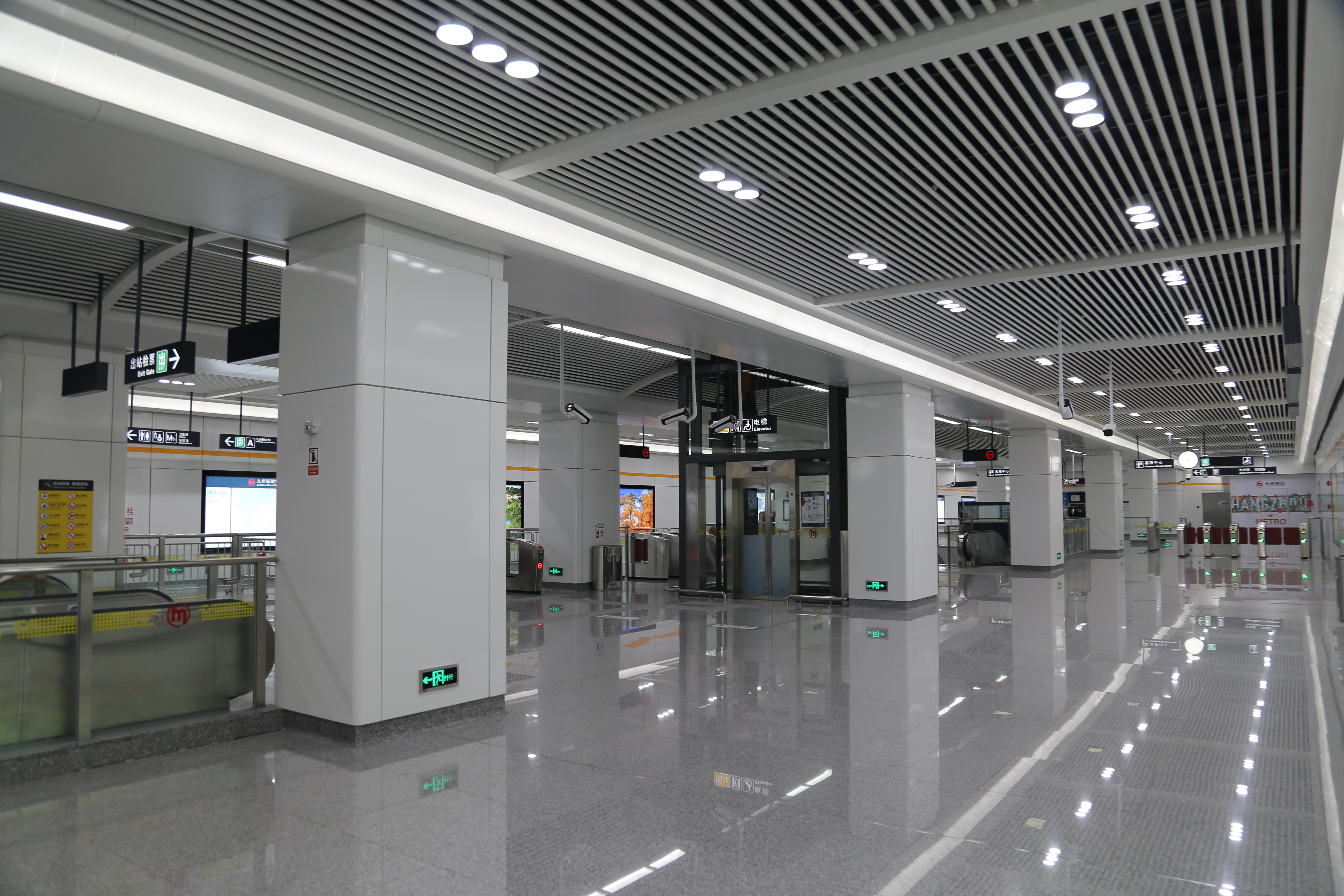
九州街站站厅

- 2017年2月24日，车站主体结构正式开挖。
- 2019年3月25日，车站定名为九州街站。[3]
- 2020年1月11日，车站完成竣工验收。[4]
- 2020年4月23日，车站随16号线开通投入运营。[5]

## 车站结构
九州街站为地下二层岛式站台。该站主体长391.6米，宽21.3米；有效站台宽度12.6米、长80米。该站为双柱三跨钢筋混凝土箱型框架结构。
该站西侧设有两股折返线和出入库线，连接上泉车辆基地。

### 楼层分布
| 1层  | 地面               | 出入口                                     |  |  |
| -1层 | 站厅               | 自动售票机、客服中心、安检通道、车站控制室 |  |  |
| -2层 |                    | █ 16号线 终点站 下客站台                   |  |  |
|      | 岛式站台，左侧开门 |                                            |  |  |
|      |                    | █ 16号线 往绿汀路（临安广场）              |  |  |

## 出入口
九州街站共有6个出入口（其中4个暂缓开通），其中A出入口附近设有直梯和母婴室。
| 编号                                          | 出口标识   | 建议前往的目的地                                |
| --------------------------------------------- | ---------- | ----------------------------------------------- |
| A                                             | 九州街北侧 | 药港公园、中共临安区委党校                      |
| B                                             |            | 暂未开通                                        |
| C1                                            | 商业区     | 暂未开通                                        |
| C2                                            | 商业区     | 暂未开通                                        |
| D                                             | 九州街南侧 | 双拥路 锦南新城体育文化公园、临安区文体会展中心 |
| E                                             |            | 暂未开通                                        |
| 註： 设有卫生间 \| 设有无障碍设施 \| 设有电梯 |            |                                                 |

## 车站周边
车站周边规划有教育科研、行政办公及居民区设施，其中车站西侧为居住及商业用地，包括宝龙地产开发的TOD商业综合体；东侧主要为教育科研用地。
车站周边的主要设施有：
- 临安区文化体育会展中心
- 中共临安区委党校
- 浙江师范大学附属天目初级中学

## 接驳交通
- 杭州公交

A口：文体中心